# Emilio Ulloa
Pour les articles homonymes, voir Ulloa (homonymie).
Emilio Ulloa Valenzuela (né le 22 octobre 1954 à Arica) est un athlète chilien, spécialiste de la course de fond. Il remporte de nombreuses médailles dans les différentes compétitions continentales, et participe également aux jeux olympiques d'été de 1988 à Séoul, dont il finira 32e.
Il termine 5e du 800 m aux Jeux panaméricains de 1979 et remporte la médaille d'or en 1983 et au pied du podium en 1987 sur 3 000 m steeple. Son meilleur temps est de 8 min 28 s 99 en 1984.

## Palmarès

### Jeux sud-américains
- Jeux sud-américains de 1982 à Rosario :
  -  Médaille d'argent au 800 mètres
  -  Médaille d'or au 1 500 mètres
  -  Médaille d'or au 3000 mètres steeple
- Jeux sud-américains de 1986 à Santiago du Chili :
  -  Médaille d'or au 1 500 mètres
  -  Médaille d'or au 3000 mètres steeple

### Jeux panaméricains
- Jeux panaméricains de 1983 à Caracas :
  -  Médaille d'or au 3000 mètres steeple

### Championnats d'Amérique du Sud d'athlétisme
- Championnats d'Amérique du Sud d'athlétisme 1977 à Montevideo :
  -  Médaille d'argent au 1 500 mètres
- Championnats d'Amérique du Sud d'athlétisme 1979 à Bucaramanga :
  -  Médaille d'or au 1 500 mètres
- Championnats d'Amérique du Sud d'athlétisme 1981 à La Paz :
  -  Médaille d'or au 1 500 mètres
  -  Médaille d'or au 3000 mètres steeple
- Championnats d'Amérique du Sud d'athlétisme 1983 à Santa Fe :
  -  Médaille d'argent au 800 mètres
  -  Médaille d'or au 1 500 mètres
  -  Médaille d'or au 3000 mètres steeple
- Championnats d'Amérique du Sud d'athlétisme 1985 à Santiago :
  -  Médaille d'argent au 1 500 mètres
  -  Médaille de bronze au 3000 mètres steeple
- Championnats d'Amérique du Sud d'athlétisme 1987 à São Paulo :
  -  Médaille d'argent au 1 500 mètres
  -  Médaille d'or au 3000 mètres steeple